# Clipeu

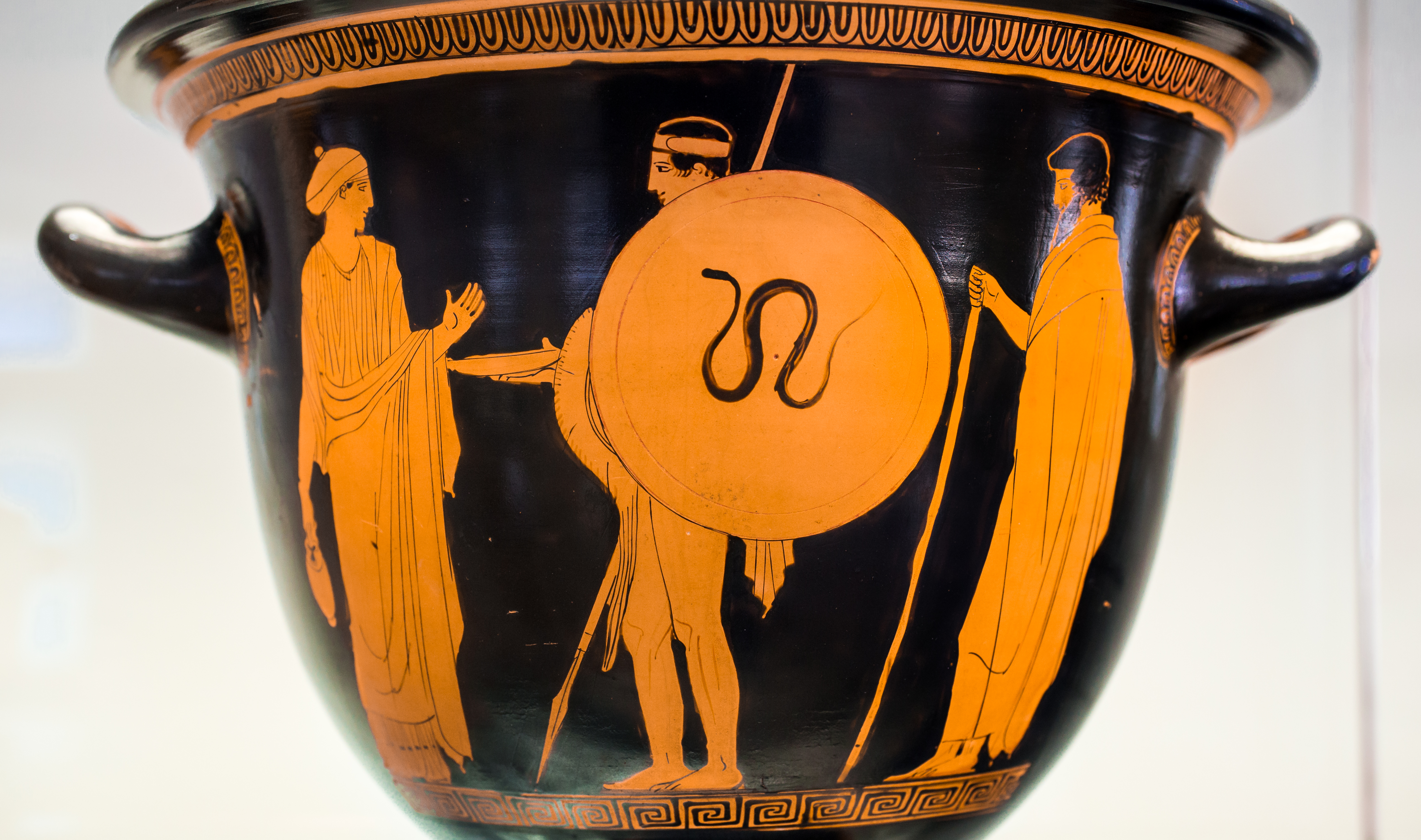
Jove grec portant un aspis

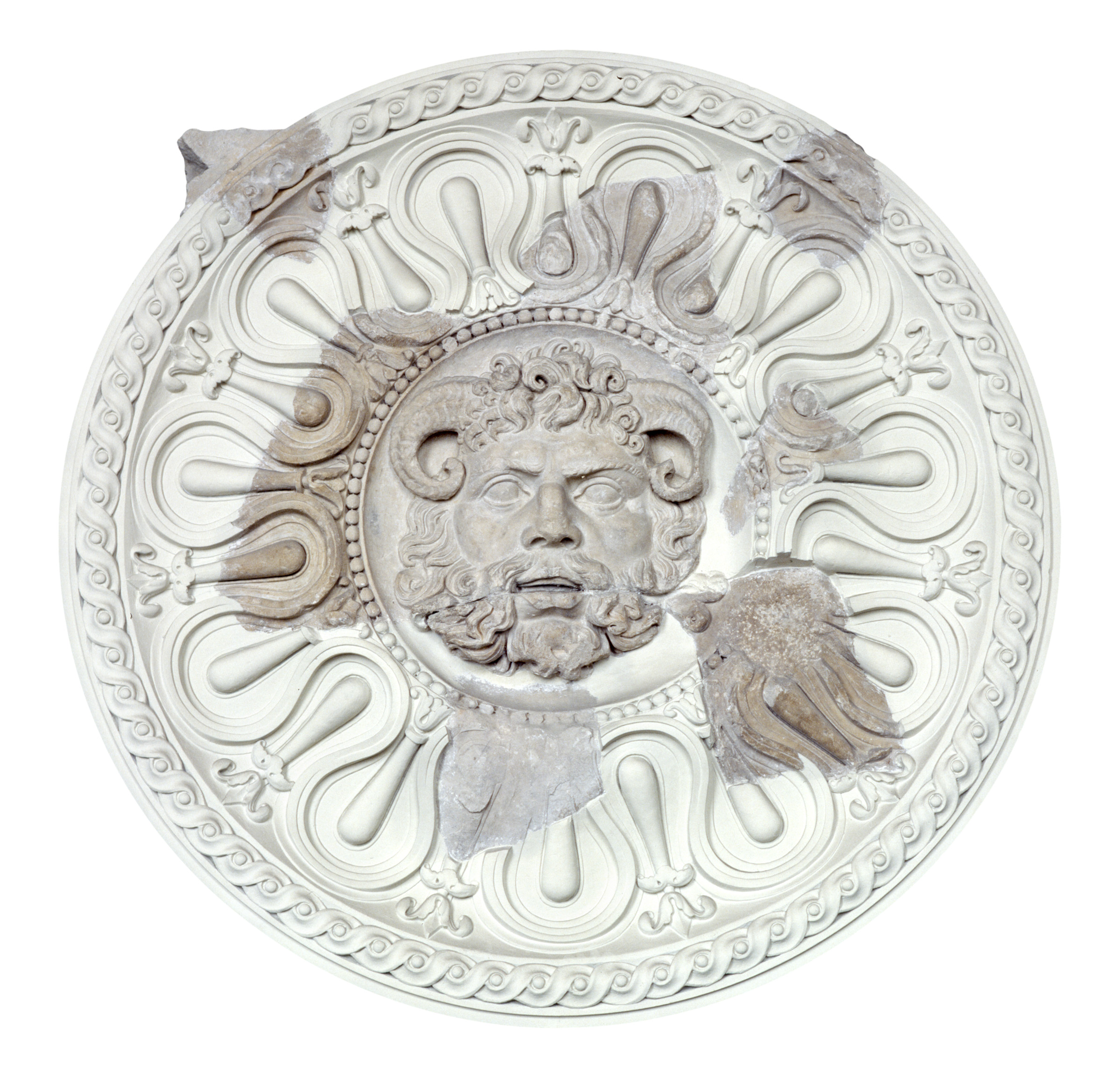
Clipeu de Júpiter-Ammó, conservat al Museu Nacional Arqueològic de Tarragona.

El clipeu (llatí: clĭpĕus o clŭpĕus) o aspis (grec antic: ἀσπίς) era l'escut dels grecs i els romans, i es caracteritzava per la seva forma circular.

## Grècia
El mite diu que l'aspis va ser usat per primera vegada pels mítics Proteu i Acrisi d'Argos (el clipeu argòlic). Segons Heròdot i Plató, l'origen de l'aspis es trobava a Egipte, igual que l'elm.
Els escuts dels herois de la Ilíada eren més grans, i cobrien tota la persona. En un principi eren fets de vímet i fusta, i per les descripcions que en fa Homer sembla que anaven coberts de pells de bou sense adobar cosides, sobreposades diverses vegades i finalment protegides i vorejades amb bronze. La Ilíada (XII 294-298) diu que l'escut de Sarpèdon estava forjat amb plaques de bronze, i tenia unides pells de bou a l'interior mitjançant varetes daurades (ῥάβδοι) que recorrien tot el cercle. L'escut d'Agamèmnon (Ilíada, XI 32), per la seva banda, portava a les vores deu cercles de bronze, i l'escut d'Aquil·les (Ilíada, XX 270) estava fet íntegrament de cinc plaques de metall: dues de bronze, dues d'estany i una central d'or.
Pel que fa al sistema per agafar l'aspis, no hi ha cap indicació clara. Sembla que portaven dues clavilles (κανόνες) esmentades a la Ilíada (XII 407 i VIII 193) que podien ser varetes acoblades a la part interna de l'escut i que servien de nanses. Quan no s'utilitzava, l'escut estava suspès per una corretja (τελαμών, en llatí baltĕus) que passava entorn del pit i deixava l'escut penjant al darrere. D'altra banda, els escuts grecs es decoraven amb figures que poguessin aterrir: el d'Agamèmnon duia el cap d'una gòrgona. Al final de les guerres, solien penjar els seus escuts als temples.

## Roma
Segons Plutarc i Titus Livi, l'escut romà original era quadrat, i va passar a ser rodó (característica indispensable d'un clipeu) per influència dels etruscs. Inicialment el feien servir només els soldats de primera classe, mentre els de segona classe portaven un scutum, segons Titus Livi. Però, quan els soldats van començar a rebre paga (gradualment a partir de la Guerra címbria 113-101 aC), es va generalitzar el clipeu (però sense desaparèixer l'scutum).
A Roma, el clipeu s'agafava normalment amb dues nanses fetes de cuir, una per passar el braç i l'altra per subjectar-lo amb la mà. Els clipeus es decoraven amb objectes diversos o amb emblemes, costum ja esmentat a l'època heroica grega. Els legionaris també solien posar el seu nom i la marca que indicava la seva cohort per trobar-lo fàcilment, i de vegades el nom del comandant sota el qual lluitaven.